# Parafia św. Jana Ewangelisty w Żegotach
Parafia świętego Jana Ewangelisty w Żegotach – parafia rzymskokatolicka znajdująca się w archidiecezji warmińskiej, w dekanacie Jeziorany.